# Clot de Nartal
El Clot de Nartal és un clot del terme municipal de Castell de Mur, dins de l'antic terme de Mur, al Pallars Jussà, en territori de l'antic poble de Puigmaçana.
Està situat a ponent de Puigmaçana, sota i al sud de l'extrem de llevant de la Serra de Cinto. És al nord-est dels Plans de Puigmaçana, al sud-oest del Corral del Sastre. El Camí de Cabicerans discorre per la capçalera, al nord, d'aquest sot.